# Дюбуа, Теодор
Теодор Дюбуа (фр. Clément François Théodore Dubois; 24 августа 1837 — 11 июня 1924) — французский композитор, органист и музыкальный педагог.

## Биография
Родился под Реймсом, начал учиться музыке у реймсского органиста Луи Фанара, затем окончил Парижскую консерваторию, где его учителями были Антуан Мармонтель (фортепиано), Франсуа Бенуа (орган), Амбруаз Тома и Франсуа Базен (композиция). В 1861 г. был удостоен Римской премии. В 1868—1871 гг. хормейстер парижской церкви Святой Магдалины, затем работал органистом в Базилике Святой Клотильды, а в 1877—1896 гг. вновь в церкви Святой Магдалины, уже как органист. С 1871 г. преподавал в Парижской консерватории, сперва гармонию, затем композицию; среди его многочисленных учеников — Ги Ропарц, Жюль Муке, Эдуар Рислер, Спирос Самарас, Зыгмунт Стоёвский. В 1894 г. был избран в Академию изящных искусств. В 1896—1905 гг. директор консерватории.
Композиторское наследие Дюбуа включает несколько опер, в том числе масштабные «Абен-Хамет» (1884) и «Ксавьера» (фр. Xavière; 1895, либретто Луи Галле по Фердинанду Фабру), множество органных сочинений, обширный пласт церковной музыки, в котором выделяется оратория «Семь слов Христа» (фр. Les sept paroles du Christ; 1867). Симфонические и инструментальные произведения Дюбуа по большей части остались незамеченными. Музыка самого Дюбуа и его преподавательская позиция воспринимались на рубеже XIX—XX веков как ультраконсервативные, а его отставка с поста директора консерватории в 1905 году была связана с широким возмущением музыкальной общественности по поводу многократного отказа консерваторской верхушки присудить Римскую премию Морису Равелю.
Возрождение интереса к музыке Дюбуа началось в XXI веке. Органистка Хельга Шауэрте записала альбом органных пьес Дюбуа, под её редакцией вышли три тома его сочинений для органа. По инициативе пианиста и дирижёра Жана Франсуа Эссе в 2011 г. был выпущен диск с оркестровыми произведениями Дюбуа, включая Concerto capriccioso для фортепиано с оркестром (1876), написанное Дюбуа для своей будущей жены, пианистки Жанны Дювинаж; за ним последовал диск компании Hyperion Records (2013, дирижёр Эндрю Манце, солист Седрик Тибергьян). В 2014 г. французский хор мальчиков Les Petits chanteurs de Bordeaux в честь 65-летия хора в кафедральном соборе Святого Андрея исполнил «Мессу освобождения» Дюбуа (Messe de la délivrance), что стало первой интерпретацией этого произведения детским хором.